# Preobrażenka (rejon skadowski)
Preobrażenka (ukr. Преображенка, w czasach ZSRR i do 2016 Czerwonyj Czaban, ukr. Червоний Чабан) – wieś na Ukrainie, w obwodzie chersońskim, w rejonie skadowskim, w hromadzie Myrne. W 2001 liczyła 1313 mieszkańców.